# Břetislav Tureček
Břetislav Tureček (* 11. června 1970 Praha) je český novinář, analytik a vysokoškolský učitel na Metropolitní univerzitě Praha, bývalý zpravodaj Českého rozhlasu. Specializuje se na oblast Blízkého východu.

## Život
Vystudoval obor Provoz a údržba kolejových vozidel na Vysoké škole dopravy a spojů v Žilině, kde v roce 1993 obdržel titul Ing. V roce 2024 získal titul Ph.D. v oboru kulturní antropologie na Filozofické fakultě Univerzity Palackého v Olomouci.  
Od roku 1993 pracoval jako novinář na volné noze, který se specializoval na oblast Blízkého a Středního východu. Jeho texty a fotografie publikovaly např. Lidové noviny, MF Dnes, Reflex, Respekt atd. Od roku 1997 byl deset let redaktorem deníku Právo. Od ledna 2008 do července 2013 byl stálým zpravodajem Českého rozhlasu na Blízkém východě, na této pozici jej vystřídal Štěpán Macháček. Od podzimu 2013 je externím spolupracovníkem Lidových novin, kam stejně jako do České televize, Českého rozhlasu a některých slovenských médií přispívá analýzami a zpravodajstvím o Blízkém východě.
V letech 2003 až 2007 přednášel problematiku Blízkého východu na Západočeské univerzitě v Plzni. Od září 2013 vede Centrum pro studium Blízkého východu na Metropolitní univerzitě Praha. Přednáší předměty související s Blízkým východem a žurnalistikou. V terénním výzkumu i novinářské činnosti se věnuje mapování společenských reálií a politického vývoje Blízkého východu, v disertační práci analyzoval aktuální vztahy šíitů k Západu.
V roce 2012 obdržel Cenu Egona Erwina Kische za knihu Nesvatá válka o Svatou zemi - Málo známá zákoutí nelítostného boje mezi Židy a Araby.

## Publikace
- Světla a stíny islámu - Drama Blízkého východu a sonda do duší jeho obyvatel (2007, 2. vydání 2017) – cestopisná kniha, která obsahuje postřehy autora z cest do oblasti Blízkého východu, které podnikal soukromě a jako reportér.
- Nesvatá válka o Svatou zemi - Málo známá zákoutí nelítostného boje mezi Židy a Araby (2011, 2. vyd. 2018) – politická reportážní kniha, v níž Tureček využil své četné cesty mezi Izraelci a Palestinci i dosavadní čtyři roky života v Jeruzalémě k pohledu do zákulisí jednoho z nejdelších konfliktů na světě.
- Labyrintem Íránu - Cesta do nitra jaderné říše a k pramenům jejího vzdoru (2013) – politická reportážní kniha
- Blízký východ na křižovatce - Význam kmenové společnosti v 21. století (jeden z editorů, 2015) – první z knižní řady vydávané společně MUP a Nakladatelstvím Lidové noviny
- Blízký východ nad propastí - Cesta od orientálních diktatur ke svobodě a zase zpátky (Knižní klub 2016) – reportážně-analytická kniha
- Ukrajina mimo Západ - Proč se většina světa nepřidala k podpoře Ukrajiny proti ruské agresi? (Karolinum 2024) - jeden ze spoluautorů monografie

- Svět je složitější, než se zdá (Vyšehrad 2025) - rozhovorová kniha s Přemyslem Houdou o Blízkém východě, zákulisí médií a akademickém světě